# Station Aš předměstí
Station Aš předměstí (Aš buitenwijk) is een spoorweghalte in het noorden van de Tsjechische stad Aš. Het station ligt aan spoorlijn 148, ongeveer vier kilometer ten noorden van het hoofdstation van Aš. Het station wordt beheerd door de nationale spoorwegonderneming České dráhy in samenwerking met de Staatsorganisatie voor spoorweginfrastructuur (SŽDC). Bij de spoorweghalte vindt geen verkoop van tickets plaats, treinkaartjes moeten in de trein aangeschaft worden.

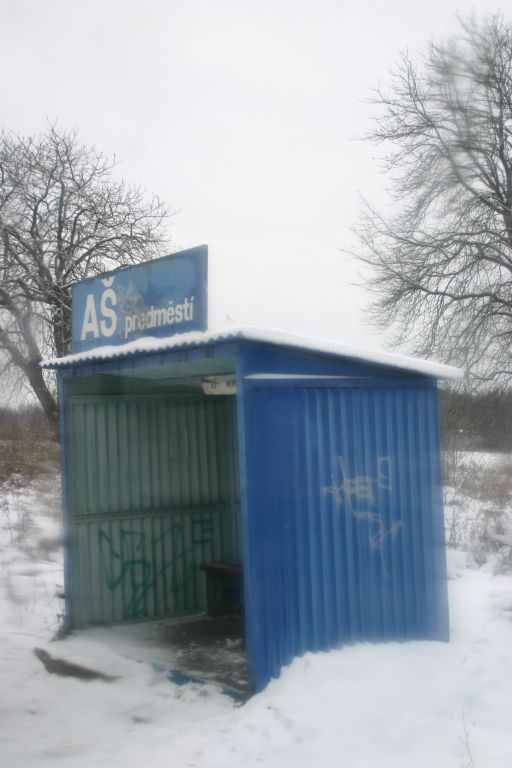
Station Aš předměstí

Cheb ↔ Františkovy Lázně-Aquaforum ↔ Františkovy Lázně ( ↔ aftakking: Tršnice) ↔ Františkovy Lázně-Seníky ↔ Vojtanov obec ↔ Hazlov ↔ Aš ↔ Aš město ↔ Aš předměstí ↔ Štítary ↔ Podhradí ↔ Studánka ↔ Hranice v Čechách